# Neotrichia iridescens
Neotrichia iridescens är en nattsländeart som beskrevs av Oliver S. Flint Jr. 1964. Neotrichia iridescens ingår i släktet Neotrichia och familjen smånattsländor. Inga underarter finns listade i Catalogue of Life.